# Suchen & Zerstören
Suchen & Zerstören ist ein Mixtape des österreichischen Rappers Chakuza. Es wurde am 15. April 2006 über Bushidos Musiklabel ersguterjunge veröffentlicht.

## Titelliste
1. Intro
2. Kannst du es fühlen?
3. Chakuza (Remix) (feat. Bushido)
4. Rückendeckung (feat. Nyze)
5. Es ist niemand besser
6. Endlich wieder (feat. Bushido & Saad)
7. Bruder
8. Ich komme
9. Steh auf
10. Rede nicht
11. Ich geh jetzt (feat. D-Bo)
12. Ugly Girl
13. Sieh mich an (Remix)
14. Highlight (feat. Bizzy Montana)
15. Hör nicht auf
16. Hiah!
17. Keine Chance (feat. Bahar)
18. Sniper
19. Outro

## Produktion
Der Großteil der Produktion wurde von Chakuza und DJ Stickle übernommen, die gemeinsam das Produzentenduo Beatlefield bilden. Sie zeigten sich für die Beats von Intro, Kannst du es fühlen?, Chakuza (Remix), Rückendeckung, Endlich wieder, Bruder, Ich komme, Steht auf, Rede nicht, Ich geh jetzt, Ugly Girl, Sieh mich an (Remix), Highlight, Hör nicht auf und Outro verantwortlich. Auf Es ist niemand besser rappt Chakuza über einen Beat, den Bushido und Baba Saad 2005 bereits für Nie ein Rapper von deren Kollaboalbum Carlo Cokxxx Nutten II verwendeten. Dieser wurde von Bushido produziert. Ein weiterer Beat wurde von Screwaholic, der damals bei ersguterjunge unter Vertrag stand, beigesteuert. Dieser ist dem Titel Hiah! zuzuordnen. Der Beat von "Sniper" wurde ebenfalls auf Carlo Cokxxx Nutten II verwendet, wo Bushido und Saad ihn für den Song Wer ist dieser Junge?. Zuletzt zeichnete Yanek für die musikalische Untermalung von Keine Chance verantwortlich.
Suchen & Zerstören wurde von Beatlefield im ersgutesstudio in Berlin aufgenommen. Auch die Abmischung und das Mastering wurden dort von DJ Stickle getätigt.

## Gastbeiträge
Auf Suchen & Zerstören wird Chakuza von 6 Gastmusikern unterstützt. Bushido rappt den Refrain bei Chakuza (Remix). Zudem übernehmen er und Baba Saad je eine Strophe auf Endlich wieder. Auf Rückendeckung wird Chakuza von seinem damaligen Labelkollegen Nyze unterstützt. Auf Ich geh jetzt ist zudem Rapper D-Bo zu hören. Ein weiterer Gastbeitrag stammt von Bizzy Montana. Dieser ist auf dem Titel Highlight zu hören. Zuletzt ist beim Titel Keine Chance ein Featuring von Bahar zu hören.

## Illustration
Das Cover zeigt ein Bild von Chakuza und DJ Stickle aus der Froschperspektive. Die beiden Musiker sind im rechten Teil des Bildes zu sehen, links befindet sich senkrecht das Logo von Chakuza. Darüber steht der Schriftzug DJ Stickle präsentiert in Schreibschrift. Chakuza trägt einen dunklen Kapuzenpullover, ein weißes T-Shirt und eine schwarze Jogginghose. DJ Stickle ist ebenfalls in Schwarz gekleidet. Chakuza zeigt mit seinem rechten Zeigefinger auf den Boden. Die Wand des Raumes, in dem das Foto aufgenommen wurde, ist weiß, was für einen starken Kontrast zwischen Motiv und Hintergrund sorgt. In der unteren Bildhälfte steht Suchen & Zerstören.
Die Fotos wurden von Ron Giebels aufgenommen. Für die Gestaltung zeigte sich Ben Baumgarten für GrafiXXXL Berlin verantwortlich.

## Vermarktung
Zur Veröffentlichung von Suchen & Zerstören wurde ein Video veröffentlicht. Dabei handelte es sich um ein sogenanntes Split-Video, in dem Ausschnitte der Songs Ich komme und Hiah! umgesetzt wurden. Im Video gibt es einen Gastauftritt von Bushido. Eine physische Single wurde nicht veröffentlicht.

## Rezeption

### Rezensionen
Das Hip-Hop-Magazin Rap4Fame bewertete das Mixtape mit vier von fünf Kronen. Fast alle Tracks des Tonträgers wurden in der Rezension als hörenswert bezeichnet, lediglich die Titel Sieh mich an (Remix) und Ugly Girl seien enttäuschend. Zudem überzeuge der Gastbeitrag von Nyze nicht. Ansonsten wurde das Streetalbum sehr positiv beschrieben.
Die Internet-Plattform HipHop-Jam.net vergab Suchen & Zerstören 3,5 von maximal 5 Mics. Positiv wurden die Beats und deren Harmonie mit Chakuza gelobt. „Die Beats reichen von Instrumentalklängen feinster Sorte bis zu Elektro-Lastigen Beats. Man kann getrost sagen, dass die Beats und die Raps von den beiden sehr gut harmonieren. Und genau diese 2 Sachen sind auch die Stärke der CD: Die Harmonie und Anpassung der beiden, und die Beats selbst, die eine unheimliche Breite abfüllen.“ Hingegen wurde die Monotonie von Chakuzas Vortragsweise und die teilweise schwachen Texte kritisiert. Insgesamt wurde die LP als „annehmbar bis gut hörbar“ bezeichnet.

### Charts und Chartplatzierungen
Suchen & Zerstören konnte sich in der ersten Verkaufswoche auf Platz 50 der deutschen Albumcharts platzieren. Danach hielt es sich drei Wochen in den Top 100, ehe es die Charts wieder verließ. Dieser Erfolg stellte Chakuzas erste Platzierung als Solokünstler in den Charts dar.
| ChartsChartplatzierungen | Höchstplatzierung | Wochen |
| ------------------------ | ----------------- | ------ |
| Deutschland (GfK)        | 50 (3 Wo.)        | 3      |